# Gunnison (Colorado)
Gunnison es una ciudad ubicada en el condado de Gunnison en el estado estadounidense de Colorado. En el Censo de 2010 tenía una población de 5854 habitantes y una densidad poblacional de 699,12 personas por km².

## Geografía
Gunnison se encuentra ubicada en las coordenadas 38°32′40″N 106°55′42″O / 38.54444, -106.92833. Según la Oficina del Censo de los Estados Unidos, Gunnison tiene una superficie total de 8.37 km², de la cual 8.37 km² corresponden a tierra firme y (0%) 0 km² es agua.

## Demografía
Según el censo de 2010, había 5854 personas residiendo en Gunnison. La densidad de población era de 699,12 hab./km². De los 5854 habitantes, Gunnison estaba compuesto por el 86.9% blancos, el 0.65% eran afroamericanos, el 2.37% eran amerindios, el 0.6% eran asiáticos, el 0.03% eran isleños del Pacífico, el 6.61% eran de otras razas y el 2.84% pertenecían a dos o más razas. Del total de la población el 14.2% eran hispanos o latinos de cualquier raza.